# Lwiwśkyj żyrkombinat
Lwiwśkyj żyrkombinat, PAT „Lwiwśkyj żyrowyj kombinat” (ŁŻK) (ukr. ПАТ «Львівський жировий комбінат» (ЛЖК); pol. Lwowski Kombinat Tłuszczowy) – kombinat produkujący tłuszcze jadalne we Lwowie, jeden z największych na Ukrainie. Jest częścią grupy kapitałowo-przemysłowej TM „Szczedro” («Щедро»). 

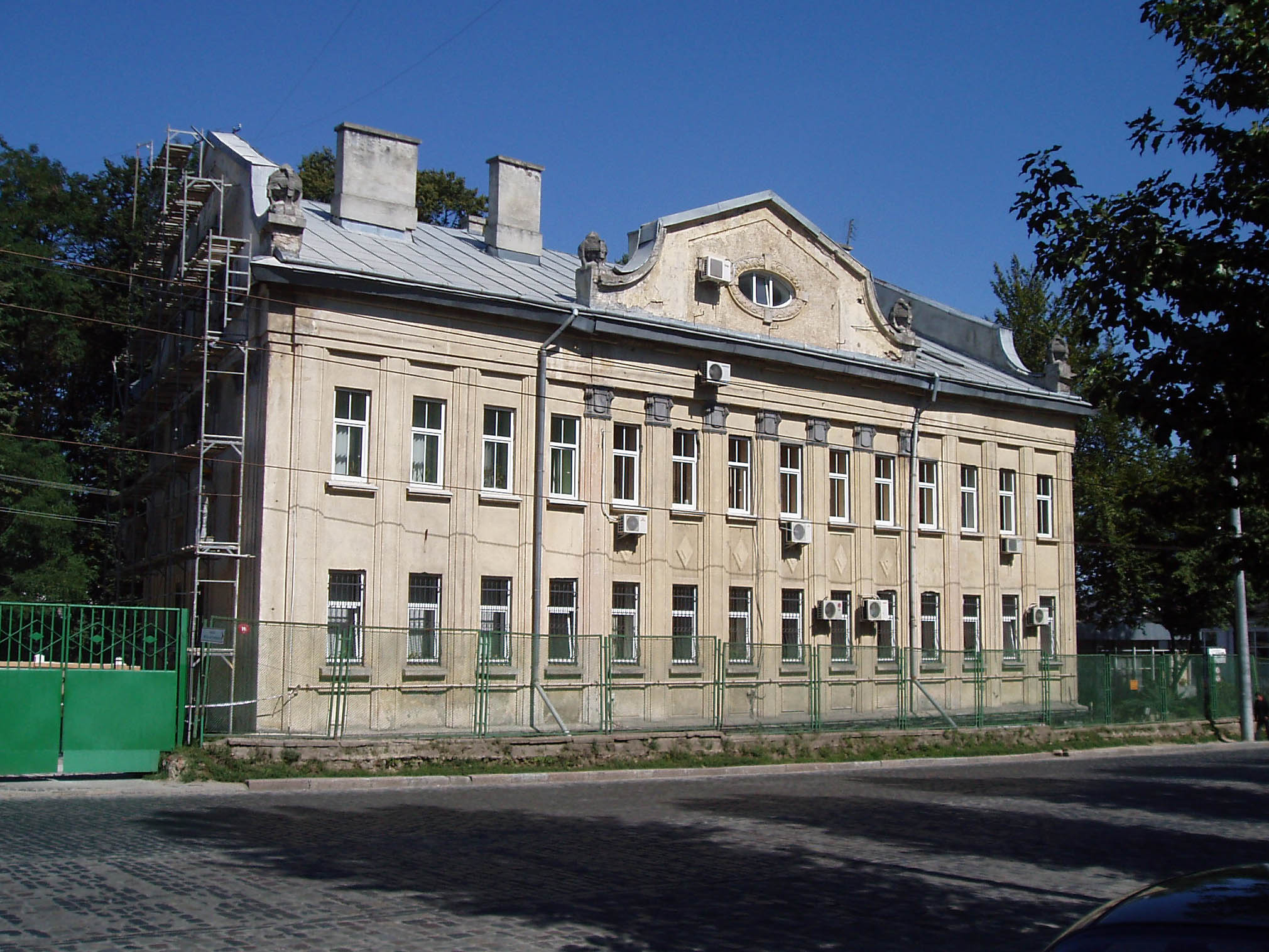
Siedziba kombinatu

Kombinat powstał w 1948 roku we lwowskiej w dzielnicy Bogdanówka, jako zakład produkujący wyroby tłuszczowe. Wytwarzano tu margaryny i oleje roślinne. W 1995 roku przedsiębiorstwo zostało przekształcone w towarzystwo akcyjne „Lwiwśkyj żyrowyj kombinat”. 
Do oferty handlowej zaliczane są margaryny, oleje jadalne, majonezy oraz produkty tłuszczowe przeznaczone dla przemysłu spożywczego do dalszego przetwarzania, które powstają w zamkniętym cyklu obróbki tłuszczów. Linie produkcyjne są wyposażone w aparatury zakupione w Wielkiej Brytanii i Niemczech. Od 2005 roku produkcja odbywa się zgodnie z obowiązującymi normami HACCP. Od 2008 roku zakład spełnia wymogi Systemu Zarządzania Jakością ISO 9001. Zarejestrowane zostały trzy marki handlowe „Szczedro”, „Zaporiźkyj” i „Olli” («Щедро», «Запорізький», «Оллі»), produkty są przeznaczone na rynek ukraiński i eksport. 65 rocznicę uruchomienia zakładu upamiętniono uruchomieniem pierwszej na Ukrainie linii produkującej majonez smakowy „Prowansal ORGANIC” («Провансаль ORGANIC») sprzedawany w ramach marki „Szczedro” («Щедро»).